# Fuscopannaria incisa
Fuscopannaria incisa är en lavart som först beskrevs av Johannes Müller Argoviensis, och fick sitt nu gällande namn av P. M. Jørg. Fuscopannaria incisa ingår i släktet Fuscopannaria och familjen Pannariaceae.   Inga underarter finns listade i Catalogue of Life.